# Insignorthezia pini
Insignorthezia pini är en insektsart som först beskrevs av Morrison 1952.  Insignorthezia pini ingår i släktet Insignorthezia och familjen vaxsköldlöss. Inga underarter finns listade i Catalogue of Life.